# Scyliorhinus meadi
Scyliorhinus meadi är en hajart som beskrevs av Springer 1966. Scyliorhinus meadi ingår i släktet Scyliorhinus och familjen rödhajar. IUCN kategoriserar arten globalt som otillräckligt studerad. Inga underarter finns listade i Catalogue of Life.